# Octopus (yacht)
Octopus è un megayacht che misura 126 metri di lunghezza ed è stato di proprietà di Paul Allen, cofondatore di Microsoft.

## Descrizione tecnica
Varato nel 2003 ed entrato in servizio nel 2004, si riteneva  essere il più grande yacht sino al momento della sua costruzione. Attualmente è il 17° megayacht più grande al mondo, il quinto non di proprietà di un capo di Stato.

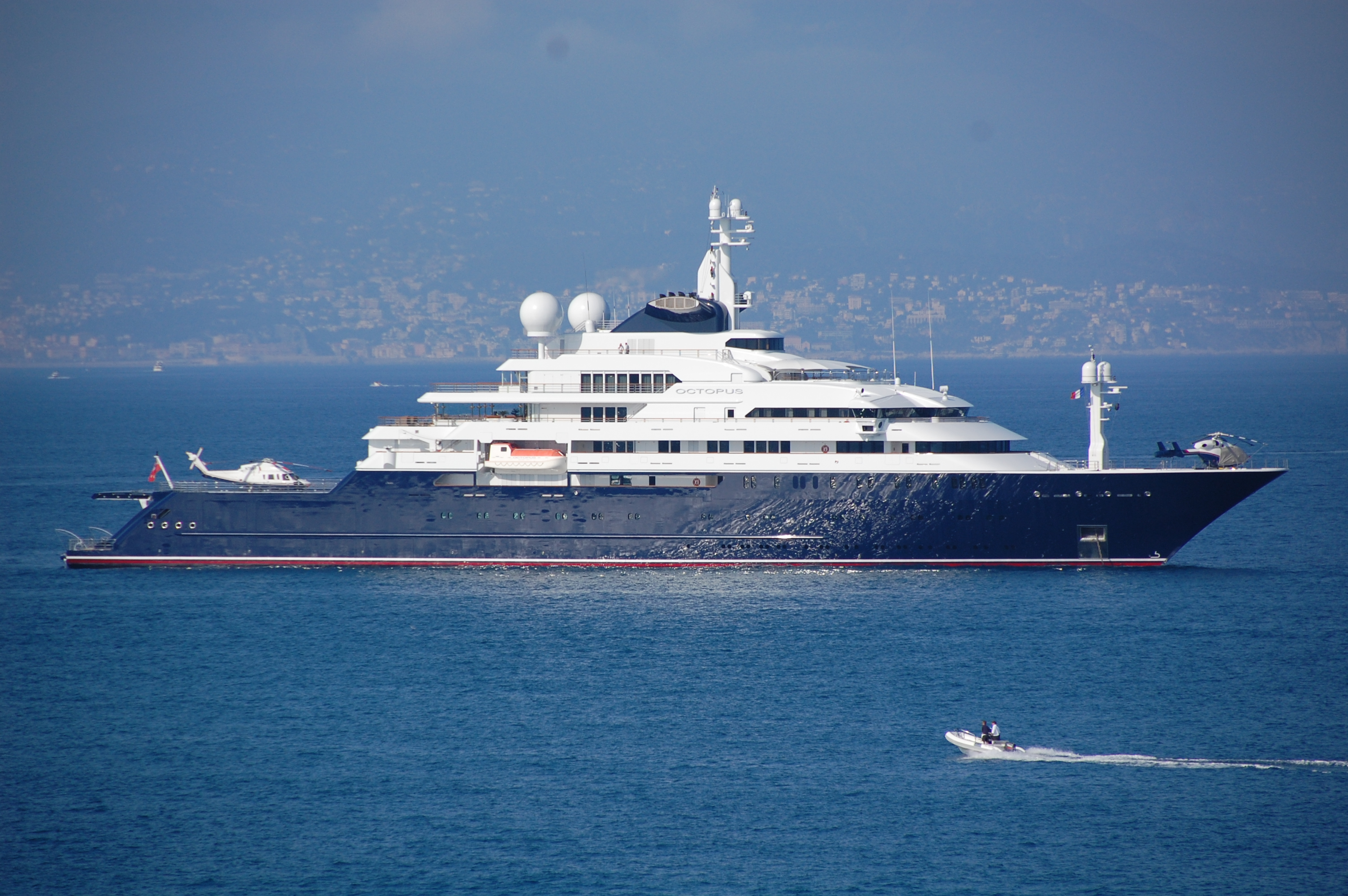
Octopus ad Antibes (Francia), nel 2009

Ospita due elicotteri sul ponte superiore (uno nella parte anteriore e uno sul retro) e un tender di 19 m ancorato a poppa; ci sono in totale sette tender a bordo. Lo yacht ha anche una piscina, situata a poppa su uno dei suoi ponti superiori, e due minisottomarini (uno dei quali dotato di controllo a distanza per studiare i fondali dell'oceano in grado di raggiungere i 3.000 metri di profondità e l'altro in grado di ospitare 10 persone a bordo e di raggiungere i 400 m di profondità).
È dotato anche di una discoteca, di uno studio musicale di registrazione, di un cinema e di un campo da pallacanestro.
L'esterno è stato progettato da Espen Øino ed è stato costruito dai cantieri navali tedeschi Lürssen a Brema e HDW a Kiel. Il suo scafo è in acciaio e raggiunge la velocità massima di 20 nodi. Dispone di un totale di 41 cabine. L'interno è stato creato dal progettista Jonathan Quinn Barnett di Seattle. La prua è rinforzata per spezzare il ghiaccio. 
Allen possedeva anche Tatoosh, un altro dei 100 yacht più grandi al mondo.